# Noltland Castle

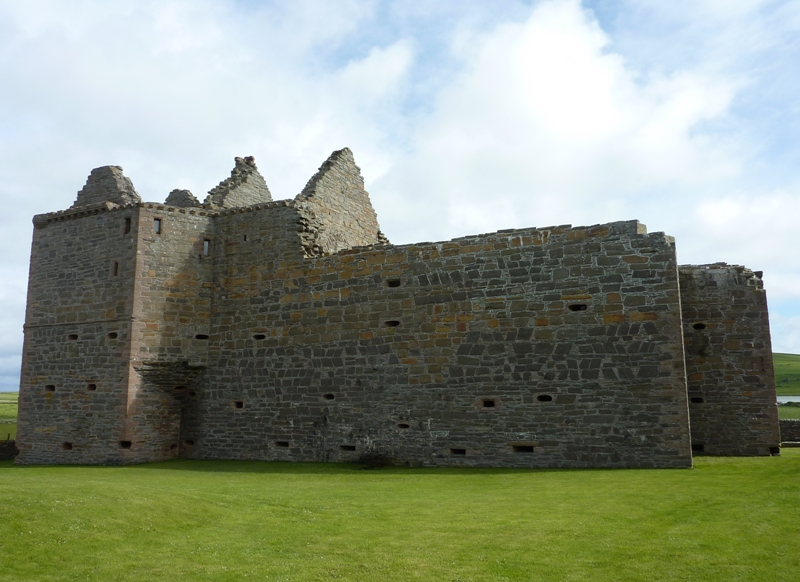
Noltland Castle

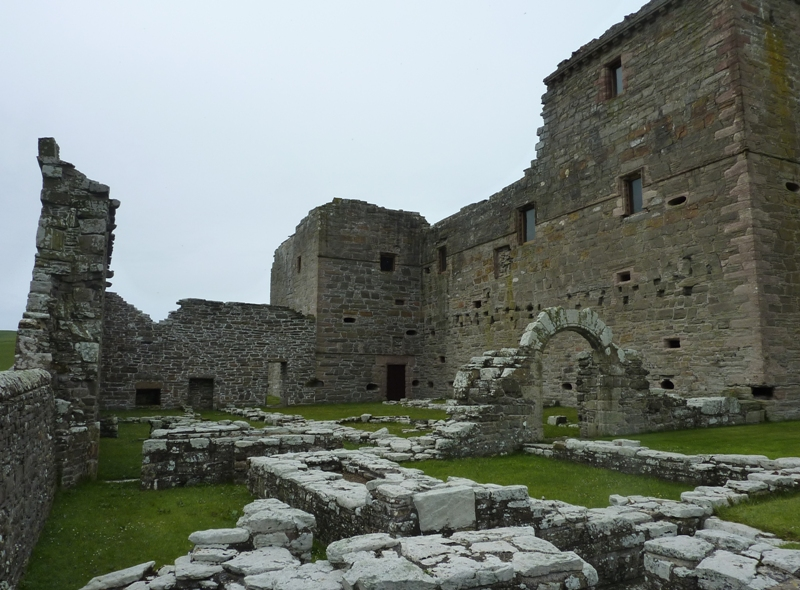
Innenhof

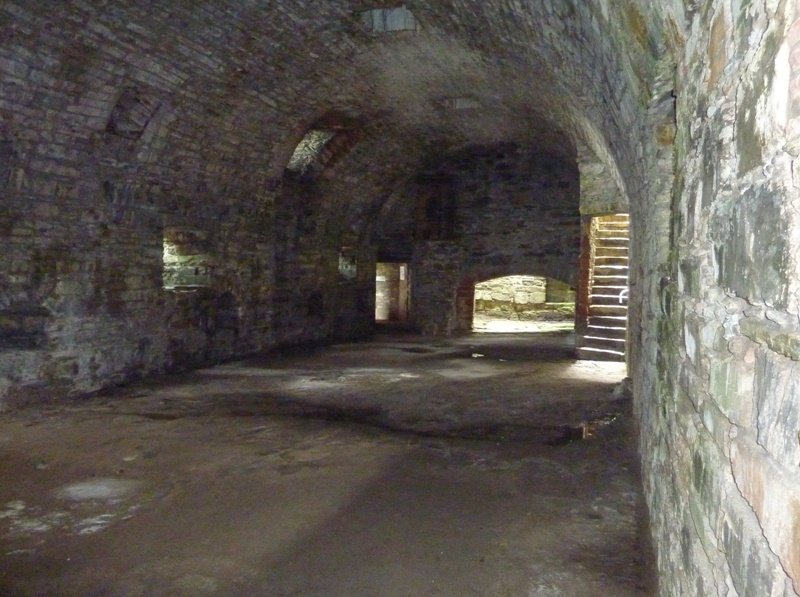
Ehemalige Küche

Noltland Castle ist eine Burgruine auf der schottischen Orkneyinsel Westray. Die Anlage ist als Scheduled Monument klassifiziert.

## Geschichte
Gilbert Balfour, der wahrscheinlich eine bedeutende Rolle bei der Ermordung Henry Stuart, Lord Darnleys am Hofe der schottischen Königin Maria Stuart spielte, erhielt die Herrschaft über die Insel Westray im Jahre 1560 von seinem Schwager Adam Bothwell, dem Bischof von Orkney. Noltland Castle entstand zwischen 1560 und 1572, wurde jedoch nie vollendet. Nach der Ermordung Lord Darnleys zog sich Balfour auf die Orkneyinseln zurück, wo er sich eine gewisse Sicherheit erhoffte. Obschon Balfour auf Mainland an Kampfhandlungen zu Gunsten der Königin beteiligt war, erwirkte Marias Halbbruder Robert Stewart, 1. Earl of Orkney seine Enteignung.
Um 1572 musste Noltland Castle zumindest teilweise bewohnbar gewesen sein, denn Stewart verlangte die Räumung des Bauwerks. Gilbert Balfour floh nach Schweden, Noltland Castle verblieb jedoch noch bis 1594 in Familienbesitz als es auf Weisung von Patrick Stewart, 2. Earl of Orkney belagert und eingenommen wurde. 1606 wurde es an John Arnot veräußert. 1650 quartierten sich fliehende Truppen um James Graham, 1. Marquess of Montrose in Noltland Castle ein, welches in der Folge von Covenantern belagert und niedergebrannt wurde. 1911 ging die Burg in Staatsbesitz über.

## Beschreibung
Noltland Castle befindet sich isoliert in Küstennähe im Norden Westrays. Das Bauwerk stammt großteils aus dem 16. Jahrhundert, wobei einige Anbauten im Süden aus dem 17. Jahrhundert stammen. Das vierstöckige Bauwerk weist einen Z-förmigen Grundriss auf, bestehend aus einem länglichen Hauptgebäude mit diagonal gegenüberliegenden Türmen. Der Turm im Nordosten ist fünfstöckig. Das Mauerwerk besteht aus Bruchstein mit Zierbändern aus rotem Sandstein. In die Außenmauern des stark befestigten Bauwerks sind insgesamt 71 Schießscharten eingelassen. Von dem auskragenden, zinnenbewehrten Wehrgang sind nur noch Ansätze erhalten.